# Tatort: Playback oder die Show geht weiter
Playback oder die Show geht weiter ist eine Folge der ARD-Krimireihe Tatort. Die vom Südwestfunk (SWF) produzierte Episode wurde erstmals am 17. März 1974 in der ARD ausgestrahlt und erreichte einen Marktanteil von 60,0 %. Es ist der zweite Fall mit Kommissar Gerber.

## Handlung
Die international erfolgreiche Sängerin Heidi Brühl landet am Stuttgarter Flughafen. Ein Mann, der sie am Flughafen begrüßen will, wird von einem von einem Gepäckkarren herunterfallenden Koffer schwer verletzt. Der Verursacher ist verschwunden. Kommissar Lutz und sein Assistent Glöckle halten dies zunächst für einen Unfall. Harry May, Heidi Brühls Manager, vermutet dagegen einen versuchten Anschlag auf seinen Star. Lutz kontaktiert seinen Kollegen Gerber, da Heidi Brühl in Baden-Baden ein Konzert gibt und dorthin weiterreist. Gerber stellt seinen Assistenten Ihle für den Aufenthalt von Heidi Brühl in Baden-Baden ab. Unter den Ensemble-Mitgliedern werden bei der Probe Eifersüchteleien deutlich. Kommissar Gerber ist zwar bereit, Heidi Brühls Auftritt bewachen zu lassen, er macht den Verantwortlichen aber auch klar, dass er nicht mehr tun kann, solange nichts Weiteres passiert ist. Heidi Brühls Manager besteht auf Personenschutz, den Gerber dann auch gewährt.
Bei der Probe am nächsten Morgen wird die Orgel fehlgeschaltet, so dass Heidi Brühl einen Stromschlag erhält. Hätte sie dabei in die Pedale getreten, wäre der Anschlag tödlich gewesen. Der Manager gibt Gerber die Schuld an dem Anschlag. Gerber untersucht einen vorangegangenen Streit zwischen Harry May und dem Pianisten Bert Schlesinger. Schlesinger ist wütend auf May, weil dieser seiner Freundin Lill, der Backgroundsängerin von Heidi Brühl, nachstellt. Gerber vermutet, dass der Anschlag Schlesinger galt, da dieser normalerweise an der Orgel hätte sitzen sollen. Dieser lehnt den von Gerber angebotenen Personenschutz ab. May erhält einen Drohanruf von einem Unbekannten. Dieser sagt, er wolle, dass Heidi Brühl mit ihrer „entarteten Kunst“ und ihrem „undeutschen Gesang“ aufhöre. Er fordert 100.000 DM, damit nicht noch mehr passiert. May macht die Drohung umgehend auf der gleichzeitig laufenden Pressekonferenz öffentlich, was Gerber missfällt.
Bei einem gemeinsamen Abend der Ensemble-Mitglieder, bei dem auch Gerber anwesend ist, werden erneut Differenzen deutlich, Konzert-Regisseur Rosendahl wirft Heidi Brühls Manager May vor, ihn wegen Mays Amerika-Ambitionen aus dem Geschäft gedrängt und fast ruiniert zu haben. Fast kommt es zu einer Schlägerei zwischen May und Rosendahl. Am nächsten Tag instruiert Gerber May, wie er sich bezüglich der Erpressung zu verhalten hat. Der Erpressungsanruf kommt, May bekommt die Anweisung, einen Koffer mit 100.000 DM in gebrauchten Scheinen im Bahnhof Baden-Baden auf Bahnsteig 1 auf eine Bank zu stellen. Bei der Geldübergabe legen sich Gerber und seine Kollegen auf die Lauer. Gerber fällt ein Mann in einer hellen Hose auf, den er schon einmal irgendwo gesehen hat, den er aber nicht zuordnen kann. Der Koffer steht allerdings noch immer auf der Bank, so dass die Beamten nach anderthalb Stunden den Einsatz abbrechen. Gerber fällt ein, dass es sich bei dem Mann auf dem Bahnsteig um den Barkeeper aus dem Hotel handelt, der May und den Produzenten Lepsius bedient hatte. Daraufhin besucht er May und seinen Assistenten Ihle im Hotel und setzt sich zu ihnen an die Bar. Gerber versucht, den Barkeeper unauffällig auszuhorchen, er ist viel in der Welt herumgekommen, wohnt in Bühl und kommt täglich zur Arbeit nach Baden-Baden. Gerber bittet den Barkeeper, ihm seinen Spind zu zeigen, womit der Barkeeper einverstanden ist, denn im Spind ist nichts. In einem Behälter an der Bar entdecken Gerber und Ihle Werkzeug, das zum Anschlag auf Heidi Brühl verwendet worden sein könnte. Der Barkeeper streitet ab, mit diesen Gegenständen irgendetwas zu tun zu haben. Gerber nimmt ihn vorläufig fest.
Unterdessen entdeckt Lill im Zimmer ihres Freundes Bert Notenskizzen von Heidi Brühls neuestem Lied. Sie sucht May auf und fragt ihn, ob wirklich der Bandleader Rob oder nicht doch Bert der Komponist des Liedes ist, May tut die Frage als lächerlich ab. May beschwört Lill, ihre These nicht zu verbreiten, da es schon genug Unruhe in der Produktion gebe. Ihre Frage, wer der wahre Komponist ist, beantwortet er aber nicht. Lill spricht ihren Freund Bert darauf an, ob er der Komponist ist, was dieser nach einigem Zögern zugibt. Er gesteht, morphiumsüchtig gewesen zu sein und Rezepte gestohlen und damit gehandelt zu haben. Er wurde von der Polizei erwischt und Rob hat ihm mit Bestechungen und einer Entziehungskur geholfen. Als er zurückkehrte, war die Produktionsfirma pleite, Bert hat sich daraufhin Rob gegenüber verpflichtet, unter dessen Namen zu komponieren. Lill beschwört ihn, einen größeren Anteil an den Tantiemen zu verlangen, da seine Schuld längst beglichen ist. Lill sagt Bert ihre Hilfe zu, seinen verdienten Ruhm und sein Geld  zu erhalten. Am nächsten Tag bei der Probe wirkt Bert euphorisiert und verkündet triumphierend, er brauche das Stück nicht zu proben, schließlich sei es ja von ihm. Heidi Brühl und das Produktionsteam sind überrascht. Er eröffnet dem versammelten Ensemble, dass auch alle Kompositionen Robs der letzten neun Jahre von ihm seien. Rob droht ihm mit einem Anwalt.
Lill stellt ihn zur Rede, sie macht ihm Vorwürfe, es sei der falsche Zeitpunkt für die Veröffentlichung der Wahrheit gewesen. Als Bert wütend reagiert, beendet sie die Beziehung zu ihm. Ihle informiert Gerber über den Urheberrechtsstreit, da dieser im Zusammenhang mit den Anschlägen und der Erpressung stehen könnte. Im Park wird bei Außenaufnahmen Lill von einem Unbekannten angeschossen. Gerber vermutet, dass der Schuss nicht Lill, sondern Heidi Brühl galt. Auf dem Band, auf dem das Attentat zu sehen ist, ist auch ein unbekannter Mann undeutlich im Bild zu sehen. Keiner aus dem Ensemble kann sagen, wer dieser Mann ist. Gerber fordert Schlesinger auf, seine Brille aufzusetzen, da er doch kurzsichtig sei, was dieser auch einräumt. Gerber weist darauf hin, dass der Unbekannte in dem Video eine Bewegung zu seinem Kopf hin gemacht habe, er habe nämlich seine Brille aufgesetzt, bevor er zum Schuss ansetzte. Schlesinger bestreitet, doch Gerber nimmt ihn mit und sagt den Produzenten, dass die Show ohne ihn auskommen muss. Gerber konfrontiert Schlesinger mit, dass er seinen Sportwagen vor vier Tagen in der Inspektion hatte, seitdem aber 300 Kilometer gefahren sei. Dies reichte aus, um nach Stuttgart zu fahren und dort den Anschlag am Flughafen zu begehen. Gerber sagt ihm auf den Kopf zu, dass er am Flughafen und mit der Manipulation der Orgel jeweils Rob hätte töten wollen und bei der Außenaufnahme seine Freundin erschießen wollte, weil sie mit ihm Schluss gemacht hatte. Bert Schlesinger bestreitet, Rob töten zu wollen. Er wollte Rob nur verletzen, um die Show selbst einmal übernehmen zu können. Zudem sei nicht Rob, sondern Lill die treibende Kraft gewesen bei der Affäre mit Rob. Den Schuss auf sie hätte er aus „Frage der Selbstachtung“ abgefeuert. Die Erpressung hätte er nur begangen, um von den Geschehnissen abzulenken und die Polizei mit einem falschen Motiv in die Irre zu leiten. Das Werkzeug des Anschlags mit der Orgel hat er dem Barkeeper untergeschoben. Gerber informiert Schlesinger darüber, dass er den Barkeeper längst wieder auf freien Fuß gesetzt hat. Schlesinger wird festgenommen.

## Beteiligte
Heidi Brühl spielt sich selbst als internationaler Gesangsstar. Der Tagesschau-Sprecher Karl-Heinz Köpcke ist im Fernsehen beim Verlesen der Nachrichten zu sehen. Das Szenenbild erstellte Horst Scheel, die Kostüme stammen von Vera Mügge und die Maske verantwortete Artur Bareither.